# Santander de Quilichao
Santander de Quilichao – miasto w Kolumbii, w departamencie Cauca.